# Huella filogenética
La huella filogenética  (en inglés: phylogenetic footprinting) es la base del método (bioinformático); parte de la idea de que importantes módulos reguladores durante la evolución están bajo "presión" selectiva y que comparando dos o más genomas se puede identificar la secuencia conservada que, indudablemente, será la que más fácil tenga relevancia biológica y también es parecido al deldo por su forma y tamaño.
Podría resumirse: Cuanto más secuencias de ADN tengamos, mejor conoceremos aquellas que tienen importancia biológica.